# Pelodryadinae
Pelodryadinae – podrodzina płazów bezogonowych z rodziny rzekotkowatych (Hylidae).

## Zasięg występowania
Podrodzina obejmuje gatunki występujące w regionie australijsko-papuańskim.

## Podział systematyczny
W 2006 roku Frost i inni włączyli gatunki z rodzaju Nyctimystes i Cyclorana do Litoria. Autorzy zaznaczyli jednak, że relacje pokrewieństwa pomiędzy Pelodryadinae nie zostały ostatecznie ustalone, co podkreślili nadając Cyclorana rangę podrodzaju, a Nyctimystes traktowane jest jako grupa gatunków. W 2016 roku Duellman, Marion i Hedges podnieśli Pelodryadidae do rangi odrębnej rodziny.
Do podrodziny należą następujące rodzaje:
- Litoria Tschudi, 1838
- Nyctimystes Stejneger, 1916
- Ranoidea Tschudi, 1838

Taksony o niejasnym pokrewieństwie i nieklasyfikowane w żadnym z rodzajów:
- „Litoria” castanea (Steindachner, 1867)
- „Litoria” jeudii (Werner, 1901)
- „Litoria” louisiadensis (Tyler, 1968)
- „Litoria” obtusirostris Meyer, 1875
- „Litoria” vagabunda (Peters & Doria, 1878)

Taksony nieprzypisane do żywej lub wymarłej populacji (nomina inquirenda):
- Hyla ocellata Péron, 1807
- Hyla rubeola Péron, 1807
- Hyla ianopoda Péron, 1807
- Hyla nebulosa Péron, 1807
- Hyla javana Ahl, 1926